# کیسوکه مینگیشی
کیسوکه مینگیشی (انگلیسی: Keisuke Minegishi؛ زادهٔ ۱۲ سپتامبر ۱۹۹۱) بازیکن فوتبال اهل ژاپن است.